# Липник (Николово)
Вижте пояснителната страница за други значения на Липник.
Липник е бивше село в Северна България, присъединено към село Николово.

## География
Липник е западната махала на селото.

## История
При избухването на Балканската война в 1912 година един човек от Липник е доброволец в Македоно-одринското опълчение.
През 1955 година селото заедно със съседното Гагаля образува село Николово.
По времето на социалистическия режим – през 50-те години, селото е залесено и е образуван Лесопарк „Липник“. Изградена е и резиденцията „Липник“ на Тодор Живков. В лесопарка има и гребна база. През 2021 г. Община Русе приема подробен устройствен план на Лесопарка, според който ще бъдат обособени бази за водни спортове, 3 детски площадки, трасета за велоалеи и трасе за екстремни велоспортове, зоокът, велоалея и два амфитеатъра.

## Личности
Родени в Липник
- Минко Маринов (Малинов, 1889 – ?), македоно-одрински опълченец, четата на Георги Занков, 4 рота на 9 велешка дружина[5]